# Продольный проезд
Продо́льный проезд — улица на севере Москвы, в Останкинском районе Северо-Восточного административного округа; между 1-й Останкинской улицей и улицей Сергея Эйзенштейна. Назван в 1998 году по своему расположению вдоль фасада Выставки достижений народного хозяйства (ВДНХ), в отличие от Поперечных проездов.

## Расположение
Продольный проезд проходит параллельно главному фасаду Выставки достижений народного хозяйства (ВДНХ) и проспекту Мира, начинается от 1-й Останкинской улицы, пересекает 1-й и 2-й Поперечные проезды и заканчивается на улице Сергея Эйзенштейна напротив 1-го Сельскохозяйственного проезда.